# 수정재
수정재(水晶齋)는 대전광역시 서구 변동에 있는 건축물이다. 1992년 7월 22일 대전광역시의 문화재자료 제30호로 지정되었다.

## 개요
수정재는 밀양 손씨 역승공파 문중의 재실이다. 재실은 흔히 제사를 지내기 위해 음식을 장만하고 제관들의 숙식을 위해 묘 근처에 지은 건물로, 후학을 양성하기 위한 배움의 공간이기도 하다.
처음 지은 시기는 정확하지 않으며, 이름은 재실 뒷산을 수정암이라 부르던 것에서 유래하였다고 한다. 지금 있는 건물은 전에 있던 건물이 1945년 폭격으로 불타버려, 1966년 문중의 결의에 따라 다음해 같은 자리에 다시 지은 것이다.
규모는 앞면 5칸·옆면 2칸으로, 지붕은 옆에서 보면 여덟 팔(八)자 모양인 팔작지붕이다. 가운데 3칸은 대청마루를 두었고, 양 끝으로 1칸씩 온돌방을 두었다. 수정재 뒷산에는 역승공 손석의 무덤이 있으며 그 아래로 밀양 손씨들의 무덤이 있다.

## 참고 자료
- 수정재 - 국가유산청 국가유산포털